# Jamnalal Bajaj
Jamnalal Bajaj, född 1886, död 1942, indisk storföretagare och aktivist inom Kongresspartiet. Nära medarbetare till Mahatma Gandhi.